# Liga Europa da UEFA de 2019–20 – Fase Final
A Fase Final da Liga Europa da UEFA de 2019–20 será disputada entre 20 de fevereiro de 2020 e 21 de agosto de 2020, dia da final que será disputada no RheinEnergieStadion, em Colônia, Alemanha. Um total de 32 equipes participam nesta fase.
Os horários são CET/CEST, conforme listado pela UEFA (os horário locais, se diferentes, estão entre parênteses).

## Calendário
| Fase       | Rodada           | Data do sorteio         | Partida de ida                                                     | Partida de volta                                                   |
| ---------- | ---------------- | ----------------------- | ------------------------------------------------------------------ | ------------------------------------------------------------------ |
| Fase Final | Dezesseis Avos   | 16 de Dezembro de 2019  | 20 de Fevereiro de 2020                                            | 27 de Fevereiro de 2020                                            |
| Fase Final | Oitavas de Final | 28 de Fevereiro de 2020 | 12 de Março de 2020                                                | 5-6 de agosto de 2020                                              |
| Fase Final | Quartas de Final | 10 de julho de 2020     | 10–11 de agosto 2020                                               | 10–11 de agosto 2020                                               |
| Fase Final | Semifinais       | 10 de julho de 2020     | 17 de agosto 2020                                                  | 17 de agosto 2020                                                  |
| Fase Final | Final            | 10 de julho de 2020     | 21 de agosto de 2020 no RheinEnergieStadion, em Colônia, Alemanha. | 21 de agosto de 2020 no RheinEnergieStadion, em Colônia, Alemanha. |

## Equipes classificadas
| Chave de cores                                   |
| ------------------------------------------------ |
| Cabeças de chave para a fase de 16-avos de final |
| Não cabeças de chave a fase de 16-avos de final  |

#### Fase de grupos da Liga Europa
| Grupo | Líderes de grupo    | Vice-líderes de grupo |
| ----- | ------------------- | --------------------- |
| A     | Sevilla             | APOEL                 |
| B     | Malmö               | København             |
| C     | Basel               | Getafe                |
| D     | LASK                | Sporting              |
| E     | Celtic              | Cluj                  |
| F     | Arsenal             | Eintracht Frankfurt   |
| G     | Porto               | Rangers               |
| H     | Espanyol            | Ludogorets            |
| I     | Gent                | Wolfsburg             |
| J     | İstanbul Başakşehir | Roma                  |
| K     | Braga               | Wolverhampton         |
| L     | Manchester United   | AZ Alkmaar            |

#### Fase de grupos da Liga dos Campeões
| Grupo | Equipa            | Pts | J | V | E | D | GM | GS | DG |
| ----- | ----------------- | --- | - | - | - | - | -- | -- | -- |
| H     | Ajax              | 10  | 6 | 3 | 1 | 2 | 12 | 6  | +6 |
| E     | Red Bull Salzburg | 7   | 6 | 2 | 1 | 3 | 16 | 13 | +3 |
| F     | Internazionale    | 7   | 6 | 2 | 1 | 3 | 10 | 9  | +1 |
| G     | Benfica           | 7   | 6 | 2 | 1 | 3 | 10 | 11 | -1 |
| D     | Bayer Leverkusen  | 6   | 6 | 2 | 0 | 4 | 5  | 9  | -4 |
| C     | Shakhtar Donetsk  | 6   | 6 | 1 | 3 | 2 | 8  | 13 | -5 |
| B     | Olympiacos        | 4   | 6 | 1 | 1 | 4 | 8  | 14 | -6 |
| A     | Brugge            | 3   | 6 | 0 | 3 | 3 | 4  | 12 | -2 |

## Fase de 16-avos
O sorteio ocorrereu em 16 de dezembro de 2019. As partidas de ida foram realizadas no dia 20 de fevereiro e as partidas de volta no dia 27 de Fevereiro de 2020.
| Equipe 1            | Total   | Equipe 2            | 1.º jogo | 2.º jogo |
| ------------------- | ------- | ------------------- | -------- | -------- |
| Wolverhampton       | 6–3     | Espanyol            | 4–0      | 2–3      |
| Sporting            | 4–5     | İstanbul Başakşehir | 3–1      | 1–4      |
| Getafe              | 3–2     | Ajax                | 2–0      | 1–2      |
| Bayer Leverkusen    | 5–2     | Porto               | 2–1      | 3–1      |
| København           | 4–2     | Celtic              | 1–1      | 3–1      |
| APOEL               | 0–4     | Basel               | 0–3      | 0–1      |
| Cluj                | 1–1(gf) | Sevilla             | 1–1      | 0–0      |
| Olympiacos          | 2–2(gf) | Arsenal             | 0–1      | 2–1      |
| AZ Alkmaar          | 1–3     | LASK                | 1–1      | 0–2      |
| Brugge              | 1–6     | Manchester United   | 1–1      | 0–5      |
| Ludogorets          | 1–4     | Internazionale      | 0–2      | 1–2      |
| Eintracht Frankfurt | 6–3     | Red Bull Salzburg   | 4–1      | 2–2      |
| Shakhtar Donetsk    | 5–4     | Benfica             | 2–1      | 3–3      |
| Wolfsburg           | 5–1     | Malmö               | 2–1      | 3–0      |
| Roma                | 2–1     | Gent                | 1–0      | 1–1      |
| Rangers             | 4–2     | Braga               | 3–2      | 1–0      |

### Partidas de ida
Todas as partidas seguem no fuso horário (UTC+1)
| 20 de fevereiro de 2020 | Wolverhampton                              | 4 – 0     | Espanyol | Molineux Stadium, Wolverhampton             |
| 21:00                   | Diogo Jota 15', 67', 81' · Rúben Neves 52' | Relatório |          | Público: 30 435 Árbitro: GER Tobias Stieler |

| 20 de fevereiro de 2020 | Sporting                            | 3 – 1     | İstanbul Başakşehir | Estádio José Alvalade, Lisboa               |
| 18:55                   | Coates 3' · Šporar 44' · Vietto 51' | Relatório | Višća 77' (pen)     | Público: 27 392 Árbitro: ENG Anthony Taylor |

| 20 de fevereiro de 2020 | Getafe                       | 2 – 0     | Ajax | Coliseum Alfonso Pérez, Getafe            |
| 18:55                   | Deyverson 38' · Kenedy 90+3' | Relatório |      | Público: 14 039 Árbitro: FRA Ruddy Buquet |

| 20 de fevereiro de 2020 | Bayer Leverkusen               | 2 – 1     | Porto         | BayArena, Leverkusen                       |
| 21:00                   | Alario 29' · Havertz 57' (pen) | Relatório | Luis Díaz 73' | Público: 26 839 Árbitro: SVN Slavko Vinčić |

| 20 de fevereiro de 2020 | København  | 1 – 1     | Celtic      | Estádio Parken, Copenhague                  |
| 18:55                   | N'Doye 52' | Relatório | Édouard 14' | Público: 34 346 Árbitro: RUS Sergei Karasev |

| 20 de fevereiro de 2020 | APOEL | 0 – 3     | Basel                                   | Estádio GSP, Nicósia                      |
| 21:00                   |       | Relatório | Petretta 16' · Stocker 53' · Cabral 66' | Público: 8 191 Árbitro: ISR Orel Grinfeld |

| 20 de fevereiro de 2020 | Cluj           | 1 – 1     | Sevilla       | Stadionul Dr. Constantin Rădulescu, Cluj-Napoca |
| 18:55                   | Deac 53' (pen) | Relatório | En-Nesyri 82' | Público: 14 820 Árbitro: GER Deniz Aytekin      |

| 20 de fevereiro de 2020 | Olympiacos | 0 – 1     | Arsenal       | Estádio Karaiskakis, Pireu                |
| 21:00                   |            | Relatório | Lacazette 81' | Público: 31 456 Árbitro: GER Felix Zwayer |

| 20 de fevereiro de 2020 | AZ Alkmaar            | 1 – 1     | LASK      | Estádio Cars Jeans, Haia                        |
| 21:00                   | Koopmeiners 86' (pen) | Relatório | Raguž 26' | Público: 12 526 Árbitro: FIN Mattias Gestranius |

| 20 de fevereiro de 2020 | Brugge          | 1 – 1     | Manchester United | Estádio Jan Breydel, Bruges                   |
| 18:55                   | Bonaventure 15' | Relatório | Martial 36'       | Público: 27 006 Árbitro: BLR Aleksei Kulbakov |

| 20 de fevereiro de 2020 | Ludogorets | 0 – 2     | Internazionale                   | Ludogorets Arena, Razgrad                            |
| 18:55                   |            | Relatório | Eriksen 71' · Lukaku 90+5' (pen) | Público: 10 024 Árbitro: ESP Carlos del Cerro Grande |

| 20 de fevereiro de 2020 | Eintracht Frankfurt               | 4 – 1     | Red Bull Salzburg | Commerzbank-Arena, Frankfurt am Main       |
| 18:55                   | Kamada 12', 43', 53' · Kostić 56' | Relatório | Hwang 85' (pen)   | Público: 47 000 Árbitro: TUR Ali Palabıyık |

| 20 de fevereiro de 2020 | Shakhtar Donetsk                 | 2 – 1     | Benfica         | Estádio Metalist, Carcóvia                |
| 18:55                   | Alan Patrick 56' · Kovalenko 72' | Relatório | Pizzi 67' (pen) | Público: 24 429 Árbitro: SCO Bobby Madden |

| 20 de fevereiro de 2020 | Wolfsburg                      | 2 – 1     | Malmö            | Volkswagen Arena, Wolfsburg                    |
| 21:00                   | Brekalo 49' · Thelin 62' (g.c) | Relatório | Thelin 47' (pen) | Público: 13 801 Árbitro: LTU Gediminas Mažeika |

| 20 de fevereiro de 2020 | Roma             | 1 – 0     | Gent | Estádio Olímpico, Roma                      |
| 21:00                   | Carles Pérez 13' | Relatório |      | Público: 28 248 Árbitro: BUL Georgi Kabakov |

| 20 de fevereiro de 2020 | Rangers                   | 3 – 2     | Braga                     | Ibrox Stadium, Glasgow                                |
| 21:00                   | Hagi 67', 82' · Aribo 75' | Relatório | Fransérgio 11' · Ruiz 59' | Público: 49 378 Árbitro: ESP Xavier Estrada Fernandez |

### Partidas de volta
Todas as partidas seguem no fuso horário (UTC+1)
| 27 de fevereiro de 2020 | Espanyol                      | 3 – 2     | Wolverhampton            | RCDE Stadium, Cornellà de Llobregat      |
| 18:55                   | Calleri 16', 57' (pen), 90+1' | Relatório | Traoré 22' · Doherty 79' | Público: 14 525 Árbitro: ITA Marco Guida |

| 27 de fevereiro de 2020 | İstanbul Başakşehir                                | 4 – 1 (pro) | Sporting   | Başakşehir Fatih Terim Stadium, Istambul        |
| 18:55                   | Škrtel 31' · Aleksić 45' · Višća 90+2', 119' (pen) | Relatório   | Vietto 68' | Público: 5 892 Árbitro: ESP Alejandro Hernández |

| 27 de fevereiro de 2020 | Ajax                            | 2 – 1     | Getafe  | Johan Cruijff Arena, Amsterdã                   |
| 21:00                   | Pereira 10' · Olivera 63' (g.c) | Relatório | Mata 5' | Público: 51 487 Árbitro: GRE Tasos Sidiropoulos |

| 27 de fevereiro de 2020 | Porto      | 1 – 3     | Bayer Leverkusen                        | Estádio do Dragão, Porto                   |
| 18:55                   | Marega 65' | Relatório | Alario 10' · Demirbay 50' · Havertz 58' | Público: 30 292 Árbitro: ROU István Kovács |

| 27 de fevereiro de 2020 | Celtic            | 1 – 3     | København                              | Celtic Park, Glasgow                    |
| 21:00                   | Édouard 83' (pen) | Relatório | Santos 51' · Pep Biel 85' · N'Doye 88' | Público: 56 172 Árbitro: POR Artur Dias |

| 27 de fevereiro de 2020 | Basel          | 1 – 0     | APOEL | St. Jakob-Park, Basileia                    |
| 18:55                   | Frei 38' (pen) | Relatório |       | Público: 14 428 Árbitro: CZE Pavel Královec |

| 27 de fevereiro de 2020 | Sevilla | 0 – 0     | Cluj | Estádio Ramón Sánchez Pizjuán, Sevilha        |
| 21:00                   |         | Relatório |      | Público: 31 338 Árbitro: LVA Andris Treimanis |

| 27 de fevereiro de 2020 | Arsenal         | 1 – 2 (pro) | Olympiacos                | Emirates Stadium, Londres                 |
| 21:00                   | Aubameyang 113' | Relatório   | Cissé 53' · El-Arabi 120' | Público: 60 242 Árbitro: ITA Davide Massa |

| 27 de fevereiro de 2020 | LASK                 | 2 – 0     | AZ Alkmaar | Linzer Stadion, Linz                          |
| 18:55                   | Raguž 44' (pen), 50' | Relatório |            | Público: 12 855 Árbitro: SRB Srdjan Jovanović |

| 27 de fevereiro de 2020 | Manchester United                                                        | 5 – 0     | Brugge | Old Trafford, Manchester                      |
| 21:00                   | Bruno Fernandes 27' (pen) · Ighalo 34' · McTominay 41' · Fred 82', 90+3' | Relatório |        | Público: 70 397 Árbitro: NED Serdar Gözübüyük |

| 27 de fevereiro de 2020 | Internazionale             | 2 – 1     | Ludogorets      | Estádio San Siro, Milão                |
| 21:00                   | Biraghi 32' · Lukaku 45+4' | Relatório | Cauly Souza 26' | Público: 0 Árbitro: GER Daniel Siebert |

| 28 de fevereiro de 2020 | Red Bull Salzburg       | 2 – 2     | Eintracht Frankfurt  | Red Bull Arena, Salzburgo                   |
| 18:00                   | Ulmer 10' · Onguéné 72' | Relatório | André Silva 30', 83' | Público: 29 000 Árbitro: FRA Benoît Bastien |

| 27 de fevereiro de 2020 | Benfica                                    | 3 – 3     | Shakhtar Donetsk                                         | Estádio da Luz, Lisboa                     |
| 21:00                   | Pizzi 9' · Rúben Dias 36' · Rafa Silva 47' | Relatório | Rúben Dias 12' (g.c) · Stepanenko 49' · Alan Patrick 71' | Público: 48 302 Árbitro: NED Björn Kuipers |

| 27 de fevereiro de 2020 | Malmö | 0 – 3     | Wolfsburg                               | Stadion, Malmo                              |
| 18:55                   |       | Relatório | Brekalo 42' · Gerhardt 65' · Victor 69' | Público: 20 500 Árbitro: SCO William Collum |

| 27 de fevereiro de 2020 | Gent      | 1 – 1     | Roma         | Ghelamco Arena, Gante                           |
| 18:55                   | David 25' | Relatório | Kluivert 29' | Público: 17 557 Árbitro: ESP José María Sánchez |

| 26 de fevereiro de 2020 | Braga | 0 – 1     | Rangers  | Estádio Municipal de Braga, Braga           |
| 18:00                   |       | Relatório | Kent 61' | Público: 18 113 Árbitro: SWE Andreas Ekberg |

## Oitavas-de-final
O sorteio dessa fase foi realizado no dia 28 de fevereiro. As partidas de ida serão disputadas no dia 12 de março e as partidas de volta seriam disputadas no dia 19 de março de 2020. 
Seis das oitos partidas de ida foram realizadas no dia 12 de março, as partidas de ida restantes e todas as partidas de volta foram adiadas pela UEFA, por preocupação com a pandemia de COVID-19 na Europa.
Em 17 de junho de 2020, a UEFA anunciou que as partidas de volta serão disputadas entre os dias 5 e 6 de agosto de 2020, com o local a ser decidido entre o estádio da equipe mandante e um estádio neutro na Alemanha. Para os dois confrontos das partidas de ida que não foram realizados, os mesmos serão disputados em um formato de jogo único, na Alemanha, em um local a ser determinado.
| Equipe 1            | Total | Equipe 2          | 1.º jogo | 2.º jogo |
| ------------------- | ----- | ----------------- | -------- | -------- |
| İstanbul Başakşehir | 1–3   | København         | 1–0      | 0–3      |
| Olympiacos          | 1–2   | Wolverhampton     | 1–1      | 0–1      |
| Rangers             | 1–4   | Bayer Leverkusen  | 1–3      | 0–1      |
| Sevilla             | 2–0   | Roma              |          |          |
| Internazionale      | 2–0   | Getafe            |          |          |
| Wolfsburg           | 1–5   | Shakhtar Donetsk  | 1–2      | 0–3      |
| Eintracht Frankfurt | 0–4   | Basel             | 0–3      | 0–1      |
| LASK                | 1–7   | Manchester United | 0–5      | 1–2      |

Todas as partidas seguem no fuso horário (UTC+1)

### Partidas de ida
Devido à Pandemia de COVID-19 na Europa, todas as partida de ida das oitavas-de-final, com exceção de İstanbul Başakşehir –København e Rangers–Bayer Leverkusen, foram realizadas de portões fechados. 
Os confrontos de Internazionale–Getafe e Sevilla–Roma serão disputados em jogo único.
| 12 de março de 2020 | İstanbul Başakşehir | 1 – 0     | København | Başakşehir Fatih Terim Stadium, Istambul    |
| 21:00               | Višća 88' (pen)     | Relatório |           | Público: 12 205 Árbitro: SCO William Collum |

| 12 de março de 2020 | Olympiacos   | 1 – 1     | Wolverhampton  | Estádio Karaiskakis, Pireu             |
| 21:00               | El-Arabi 54' | Relatório | Pedro Neto 67' | Público: 0 Árbitro: FRA Clément Turpin |

| 12 de março de 2020 | Rangers       | 1 – 3     | Bayer Leverkusen                              | Ibrox Stadium, Glasgow                        |
| 21:00               | Edmundson 75' | Relatório | Havertz 37' (pen) · Aránguiz 67' · Bailey 88' | Público: 47 494 Árbitro: POL Szymon Marciniak |

| 12 de março de 2020 | Wolfsburg  | 1 – 2     | Shakhtar Donetsk                       | Volkswagen Arena, Wolfsburg           |
| 21:00               | Brooks 48' | Relatório | Júnior Moraes 17' · Marcos Antônio 73' | Público: 0 Árbitro: SVN Damir Skomina |

| 05 de agosto de 2020 | Internazionale           | 2 – 0     | Getafe | Arena AufSchalke, Gelsenkirchen        |
| 21:00                | Lukaku 33' · Eriksen 83' | Relatório |        | Público: 0 Árbitro: ENG Anthony Taylor |

| 06 de agosto de 2020 | Sevilla                      | 2 – 0     | Roma | MSV Arena, Duisburgo                  |
| 18:55                | Reguilón 22' · En-Nesyri 44' | Relatório |      | Público: 0 Árbitro: NED Björn Kuipers |

| 12 de março de 2020 | Eintracht Frankfurt | 0 – 3     | Basel                          | Commerzbank-Arena, Frankfurt am Main   |
| 18:55               |                     | Relatório | Campo 27' · Bua 73' · Frei 85' | Público: 0 Árbitro: SWE Andreas Ekberg |

| 12 de março de 2020 | LASK | 0 – 5     | Manchester United                                                   | Linzer Stadion, Linz               |
| 18:55               |      | Relatório | Ighalo 28' · James 58' · Mata 82' · Greenwood 90+2' · Pereira 90+3' | Público: 0 Árbitro: POR Artur Dias |

### Partidas de volta
As partidas e volta serão realizadas no estádio da equipe mandante com os portões fechados.
| 05 de agosto de 2020 | København                     | 3 – 0     | İstanbul Başakşehir | Estádio Parken, Copenhague             |
| 18:55                | Wind 4', 53' (pen) · Falk 62' | Relatório |                     | Público: 0 Árbitro: ITA Daniele Orsato |

| 06 de agosto de 2020 | Wolverhampton    | 1 – 0     | Olympiacos | Molineux Stadium, Wolverhampton          |
| 21:00                | Jiménez 9' (pen) | Relatório |            | Público: 0 Árbitro: POL Szymon Marciniak |

| 06 de agosto de 2020 | Bayer Leverkusen | 1 – 0     | Rangers | BayArena, Leverkusen        |
| 18:55                | Diaby 51'        | Relatório |         | Árbitro: NED Danny Makkelie |

| 05 de agosto de 2020 | Shakhtar Donetsk                         | 3 – 0     | Wolfsburg | Estádio Olímpico de Kiev, Kiev        |
| 18:55                | Júnior Moraes 89', 90+3' · Solomon 90+1' | Relatório |           | Público: 0 Árbitro: SVK Ivan Kružliak |

| 06 de agosto de 2020 | Basel    | 1 – 0     | Eintracht Frankfurt | St. Jakob-Park, Basileia                    |
| 21:00                | Frei 88' | Relatório |                     | Público: 0 Árbitro: ESP Antonio Mateu Lahoz |

| 05 de agosto de 2020 | Manchester United         | 2 – 1     | LASK          | Old Trafford, Manchester                   |
| 21:00                | Lingard 57' · Martial 88' | Relatório | Wiesinger 55' | Público: 0 Árbitro: GRE Tasos Sidiropoulos |

## Quartas de final
O sorteio das quartas de final foi realizado no dia 10 de julho de 2020.

| Equipe 1          | Resultado | Equipe 2         |
| ----------------- | --------- | ---------------- |
| Shakhtar Donetsk  | 4–1       | Basel            |
| Manchester United | 1–0 (pro) | København        |
| Internazionale    | 2–1       | Bayer Leverkusen |
| Wolverhampton     | 0–1       | Sevilla          |

Todas as partidas seguem no fuso horário (UTC+2)

### Partidas
Todas as partidas serão disputadas com os portões fechados.
| 10 de agosto | Manchester United         | 1 – 0 (pro) | København | RheinEnergieStadion, Colônia           |
| 21:00        | Bruno Fernandes 95' (pen) | Relatório   |           | Público: 0 Árbitro: FRA Clément Turpin |

| 10 de agosto | Internazionale           | 2 – 1     | Bayer Leverkusen | Merkur Spiel-Arena, Düsseldorf                  |
| 21:00        | Barella 15' · Lukaku 21' | Relatório | Havertz 25'      | Público: 0 Árbitro: ESP Carlos del Cerro Grande |

| 11 de agosto | Shakhtar Donetsk                                                  | 4 – 1     | Basel                 | Arena AufSchalke, Gelsenkirchen        |
| 21:00        | Júnior Moraes 2' · Taison 22' · Alan Patrick 75' (pen) · Dodô 88' | Relatório | Van Wolfswinkel 90+2' | Público: 0 Árbitro: ENG Michael Oliver |

| 11 de agosto | Wolverhampton | 0 – 1     | Sevilla     | MSV-Arena, Duisburgo                   |
| 21:00        |               | Relatório | Ocampos 88' | Público: 0 Árbitro: ITA Daniele Orsato |

## Semifinais
O sorteio das semifinais foi realizado no dia 10 de julho, junto com o sorteio das quartas de final.
| Equipe 1       | Resultado | Equipe 2          |
| -------------- | --------- | ----------------- |
| Sevilla        | 2–1       | Manchester United |
| Internazionale | 5–0       | Shakhtar Donetsk  |

Todas as partidas seguem no fuso horário (UTC+2)

### Partidas
Todas as partidas serão disputadas com os portões fechados.
| 16 de agosto | Sevilla                   | 2 – 1     | Manchester United        | RheinEnergieStadion, Colônia        |
| 21:00        | Suso 26' · L. De Jong 78' | Relatório | Bruno Fernandes 9' (pen) | Público: 0 Árbitro: ALE Felix Brych |

| 17 de agosto | Internazionale                                       | 5 – 0     | Shakhtar Donetsk | Merkur Spiel-Arena, Düsseldorf           |
| 21:00        | Martínez 19', 74' · D'Ambrosio 64' · Lukaku 78', 84' | Relatório |                  | Público: 0 Árbitro: POL Szymon Marciniak |

## Final
A final seria disputada em 20 de maio de 2020, no Stadion Energa Gdańsk em Gdansk, Polônia. Entretanto, ela foi adiada devido à pandemia de COVID-19.. Em 17 de junho de 2020, o RheinEnergieStadion, em Colônia, na Alemanha, foi escolhido como o novo palco da final.
| 21 de agosto de 2020 | Sevilla                             | 3 – 2     | Internazionale              | RheinEnergieStadion, Colônia       |
| 21:00 (UTC+2)        | De Jong 12', 33' · Diego Carlos 74' | Relatório | Lukaku 5' (pen) · Godín 36' | Público: 0 Árbitro: Danny Makkelie |